# Карр, Боб
Милтон Роберт «Боб» Карр (англ. Milton Robert «Bob» Carr; 27 марта 1943, Джейнсвилл, Висконсин — около 27 августа 2024, Вашингтон) — американский юрист, учёный и политик из Мичигана.
Карр избирался в Палату представителей США от 6-го и 8-го избирательных округов штата Мичиган в течение восьми и одного срока соответственно. В карьере Карра в Палате представителей США был двухлетний перерыв, во время которого он уступил своё место Джиму Данну в 1980 году, а затем был переизбран в Конгресс в 1982 году.
После завершения карьеры в Конгрессе Карр в 2005 году стал юрисконсультом в юридической фирме по коммуникациям, базирующейся в Вашингтоне, округ Колумбия. Он был связан с Ассоциацией бывших членов Конгресса США, где входил в совет директоров.
Карр умер 27 августа 2024 года в возрасте 81 года.